# Sant Llorenç Savall
Sant Llorenç Savall – gmina w Hiszpanii, w prowincji Barcelona, w Katalonii, o powierzchni 41,19 km². W 2011 roku gmina liczyła 2417 mieszkańców.